# سلالة فيرهير

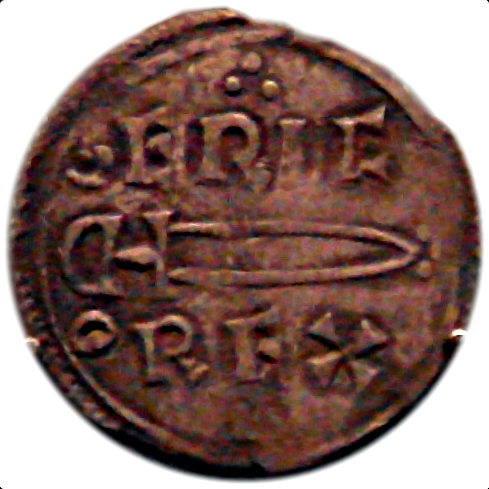
عملة إريك بلوداكس ملك يورك الإسكندنافي

سلالة فيرهير كانت عائلة من الملوك أسسها هارالد الأول ملك النرويج المعروف باسم «هارالد ذو الشعر الفاتح (فيرهير)» التي وحدت النرويج وحكمتها مع فترات انقطاع قليلة من النصف الأخير من القرن التاسع. من وجهة النظر التقليدية، استمر الحكم حتى عام 1387، ومع ذلك، يرى العديد من العلماء المعاصرين أن الحكم استمر لثلاثة أجيال فقط، وتنتهي مع هارالد جريكلواك في أواخر القرن العاشر. إن لقب «سلالة فيرهير (ذوي الشعر الفاتح)» هو تفسير رجعي: في حياتهم تشير المراجع إليهم باستمرار باسم «ينجلينج».

## السلالة نفسها: النظرة التقليدية مقابل المنشأ الزائف
تعتبر سلالة فيرهير تقليديًا أول سلالة ملكية لمملكة النرويج. أسسها هارالد الأول ملك النرويج، المعروف باسم هارالد فيرهير (ذو الشعر الفاتح)، أول ملك للنرويج (على أنه خصم «النرويج»)، الذي هزم آخر الملوك الصغار المقاومين في معركة هافرسفجورد عام 872.
وفقًا لوجهة النظر التقليدية، بعد أن وحد هارالد فيرهير المملكة لأول مرة، ورث أحفاده (الذكور) النرويج في القرن الثالث عشر بحكم القانون. على عكس الملكيات الاسكندنافية الأخرى وإنجلترا الأنجلوسكسونية، لم تكن النرويج ملكية منتخبة.
ومع ذلك، في القرون الأولى بعد هارالد فيرهير، كانت هناك عدة فترات حُكمت فيها البلد عمليًا من قبل أحد إيرلز ليد، من الجزء الشمالي من النرويج، وليس من قبل الملك. كانت الفترة الأولى من هذا النوع في حوالي سنة 975 إلى حوالي 995 تحت حكم (هاكون سيجوردسون غالبًا ما يُطلق عليه «جارل هاكون»). أيضًا، على الرغم من أن مملكة هارالد فيرهير كانت نواة لنرويج موحدة، إلا أنها كانت لا تزال صغيرة وكان مركز قوته في فيستفولد في الجنوب. عندما مات قسمت المملكة بين أبناءه. ركز بعض المؤرخين على السيطرة الملكية الفعلية على البلاد وأكدوا أن أولاف الثاني (أولاف ستاوت، الذي أصبح فيما بعد القديس أولاف)، الذي حكم من عام 1015، كان أول ملك يسيطر على البلاد بأكملها. يُعتقد عمومًا أنه السبب وراء تحول النرويج النهائي إلى المسيحية، عُظّم لاحقًا بلقب ملك النرويج الأبدي. لم تخضع بعض المقاطعات بالفعل لحكم ملوك فيرهير قبل زمن هارالد الثالث (هارالد هاردرادا، حكم 1064 – 1066). وبالتالي يمكن اعتبار أي من هذين على أنهما موحدان آخران للنرويج. وكان بعض الحكام تابعين اسميًا أو فعليًا لملك الدنمارك، بما في ذلك جارل هاكون.
لا جدال في أن الملوك اللاحقين، حتى ماغنوس الرابع (ماغنوس الضرير، حكم 1130 – 1135 و1137 – 1139) هو من نسل هارالد هاردرادا، «سلالة هاردرادا». ومع ذلك، يشك العديد من المؤرخين المعاصرين فيما إذا كان هارالد الثالث أو أسلافه أولاف تريغفاسون، وأولاف الثاني، وماغنوس الطيب ينحدرون في الواقع من هارالد فيرهير (على سبيل المثال، شُكك في تشابه هالفدان في هادافيلكي مع والد سيجورد سير، أو كون هارالد فيرهير الذي ينحدر من نسله سيجورد هيريس والد فتاة سامية تدعى سنيتفر سفاسادوتير) وما إذا كانوا في الواقع قد قدموا مثل هذا الادعاء، أو ما إذا كانت هذه الذرية تعود للقرن الثاني عشر. يعتبر ادعاء سيفير سيجوردسون أنه ابن سيجورد مون أيضًا مشكوكًا بأمره، ما يجعل إينج الثاني (إينج باردسون) آخر ملوك السلالة.